# Billolivia
Billolivia, biljni rod iz porodice gesnerijevki. Opisan 2014. godine na temelju molekularnih i morfoloških podataka s pet novih vrsta B. longipetiolata, B. minutiflora, B. poilanei, B. vietnamensis i B. violacea.  Danas je u rod uključeno 17 vrsta, sve su iz Vijetnama. .

## Etimologija
Ime roda iskovano je u čast botaničarima i taksonomistima Brianu Laurenceu Burttu (1913–2008), poznatom kao Bill Burtt, i po Olive Hilliard (1925–2023). 

## Vrste
1. Billolivia cadamensis Q.D.Nguyen, N.L.Vu & Luu
2. Billolivia citrina Luu, H.Ð.Tran & N.L.Vu
3. Billolivia kyi Luu & G.Tran
4. Billolivia lamdongensis Hareesh, T.A.Le & D.D.Nguyen
5. Billolivia longipetiolata D.J.Middleton & Luu; tip
6. Billolivia maiana Luu, N.L.Vu, H.D.Trán & H.C.Nguyen; otkrivena 2023.
7. Billolivia middletonii N.S.Lý
8. Billolivia minutiflora D.J.Middleton & H.J.Atkins
9. Billolivia moelleri D.J.Middleton
10. Billolivia noanii Luu, N.L.Vu & H.N.Pham
11. Billolivia poilanei D.J.Middleton & H.J.Atkins
12. Billolivia thongii Hareesh, T.A.Le & T.T.D.Pham
13. Billolivia tichii Luu, Q.D.Nguyen & N.L.Vu
14. Billolivia truciae Luu & Q.D.Nguyen
15. Billolivia vietnamensis D.J.Middleton & Luu
16. Billolivia violacea D.J.Middleton & H.J.Atkins
17. Billolivia yenhoae Luu